# 1091 Pictures
1091 Pictures é uma produtora, co-produtora e distribuidora de filmes, séries e documentários estadunidense. Além de produzir, co-produzir e distribuir conteúdo, a empresa também fornece serviços de design, marketing e estratégia de distribuição para outras produtoras/distribuidoras. A companhia foi fundada como uma subsidiária da The Orchard em 2015. A 1091 é mais conhecida como a produtora dos filmes vencedores de Oscar: Life, Animated e Cartel Land. A Sony Corporation, proprietária da Sony Pictures, Columbia Pictures e Sony Music, adquiriu a The Orchard em 2019, mas decidiu não adquirir a divisão de filmes da empresa, a 1091 Pictures. A partir de 2020 a 1091 Pictures passou a ser uma empresa totalmente independente da The Orchard e da Sony. A Sony Pictures abriu mão de um catálogo de 4.000 títulos ao não adquirir a 1091 Pictures.

## Filmografia

### Filmes lançados
| Data de lançamento     | Título                                                | Notas                                        |
| ---------------------- | ----------------------------------------------------- | -------------------------------------------- |
| 16 de março de 2017    | Flower                                                | [ 4 ]                                        |
| 3 de maio de 2019      | Meeting Gorbachev                                     | [ 5 ]                                        |
| 24 de maio de 2019     | Halston                                               | [ 6 ]                                        |
| 2 de agosto de 2019    | Them That Follow                                      | [ 7 ]                                        |
| 30 de agosto de 2019   | Before You Know It                                    | [ 8 ]                                        |
| 6 de setembro de 2019  | Blink of an Eye                                       | [ 9 ]                                        |
| 6 de setembro de 2019  | Linda Ronstadt: The Sound of My Voice                 | co-distribuição com aGreenwich Entertainment |
| 27 de setembro de 2019 | Sister Aimee                                          | [ 11 ]                                       |
| 5 de novembro de 2019  | Return to Mount Kennedy                               | [ 12 ]                                       |
| 6 de dezembro de 2019  | Midnight Family                                       | [ 13 ]                                       |
| 13 de março de 2020    | A Kid From Coney Island                               | [ 14 ]                                       |
| 7 de abril de 2020     | Close Encounters of the Fifth Kind: Contact has Begun | [ 15 ]                                       |
| 7 de abril de 2020     | What You Gonna Do When The World's On Fire            | [ 16 ]                                       |
| 14 de abril de 2020    | The Legend of Swee' Pea                               | [ 17 ]                                       |
| 28 de abril de 2020    | Until The Birds Return                                | [ 18 ]                                       |
| 2 de maio de 2020      | Feral                                                 | [ 19 ]                                       |
| 16 de junho de 2020    | The Pollinators                                       | [ 20 ]                                       |
| 16 de junho de 2020    | Seahorse: The Dad Who Gave Birth                      | [ 21 ]                                       |
| 23 de junho de 2020    | The Ghost of Peter Sellers                            | [ 22 ]                                       |
| 4 de agosto de 2020    | The Stand: How One Gesture Shook The World            | [ 23 ]                                       |
| 4 de agosto de 2020    | Star Light                                            | [ 24 ]                                       |
| 4 de agosto de 2020    | CRSHD                                                 | [ 25 ]                                       |

### Filmes a serem lançados
| Data de lançamento     | Título                                           | Notas  |
| ---------------------- | ------------------------------------------------ | ------ |
| 18 de agosto de 2020   | Tracks                                           |        |
| 18 de agosto de 2020   | A Life of Endless Summers: The Bruce Brown Story |        |
| 15 de setembro de 2020 | Wheels                                           |        |
| 29 de setembro de 2020 | Chasing the Present                              | [ 26 ] |
| 29 de setembro de 2020 | Inez & Doug & Kira                               | [ 27 ] |
| 6 de outubro de 2020   | Naughty Books                                    |        |
| 6 de outubro de 2020   | Treason                                          |        |
| 13 de outubro de 2020  | When The Storm Fades                             |        |
| 13 de outubro de 2020  | Bane: Holding These Moments                      |        |
| 20 de outubro de 2020  | The Mothman Legacy                               | [ 28 ] |
| 20 de outubro de 2020  | Tar                                              |        |
| 10 de novembro de 2020 | Transference: A Love Story                       |        |
| 17 novembro de 2020    | 1 Night In San Diego                             |        |
| 15 de dezembro de 2020 | The Last Blockbuster                             | [ 29 ] |
| Data não definida      | Sator                                            | [ 30 ] |